# ثنا میر
ثنا میر (انگلیسی: Sana Mir؛ زادهٔ ۵ ژانویهٔ ۱۹۸۶) بازیکن کریکت زن اهل پاکستان است.